# Lasioglossum capicola
Lasioglossum capicola is een vliesvleugelig insect uit de familie Halictidae. De wetenschappelijke naam van de soort is voor het eerst geldig gepubliceerd in 1905 door Cameron.